# Zollfahndungsdienstgesetz
Das Zollfahndungsdienstgesetz (ZFdG) regelt die Organisation des Zollfahndungsdienstes innerhalb der Bundeszollverwaltung, die Aufgaben und Befugnisse des Zollkriminalamts und der Zollfahndungsämter.

## Geschichte
Das Gesetz wurde 2002 erlassen. §§ 23a ff. ZFdG wurden insbesondere 2007 erheblich geändert. Ziel war die Regelung des Schutzes des Kernbereichs privater Lebensgestaltung, der Schutz von Berufsgeheimnisträgern und neue Befugnisse zur Verkehrsdatenerhebung. Unter anderem am 20. Juni 2013 wurde das Gesetz erneut geändert. Durch das Gesetz zur Neustrukturierung des Zollfahndungsdienstgesetzes vom 30. März 2021 wurde das Gesetz erneut erheblich überarbeitet.

## Gliederung
Das Gesetz hat folgende Gliederung:
- Kapitel 1 Organisation
- Kapitel 2 Zollkriminalamt
  - Abschnitt 1 Aufgaben des Zollkriminalamts
  - Abschnitt 2 Befugnisse des Zollkriminalamts
  - Abschnitt 3 Präventive Telekommunikations- und Postüberwachung
- Kapitel 3 Zollfahndungsämter
  - Abschnitt 1 Aufgaben der
  - Abschnitt 2 Befugnisse des Zollfahndungsämter
- Kapitel 4 Gemeinsame Bestimmungen
- Kapitel 5 Straf- und Bußgeldvorschriften

## Telekommunikationsüberwachung (TKÜ)
Die §§ 23a ff. ZFdG ermächtigen das ZKA präventiv zur Telekommunikationsüberwachung für die Exportkontrolle und zur Verhinderung der Proliferation von Massenvernichtungswaffen. Diese Befugnisse wurden zunächst 1992 als §§ 39 ff. Außenwirtschaftsgesetz (AWG) eingeführt. Nachdem das Bundesverfassungsgericht diese Regelungen als nicht konform mit dem Artikel 10 des Grundgesetzes erklärt hatte, wurden die Regelungen systemkonform ins inzwischen erlassene ZFdG aufgenommen.
Von der Überwachungsermächtigung wird in der Praxis, aufgrund ihres schmalen Anwendungsbereichs, selten Gebrauch gemacht. Von 1992 bis 2007 ergingen Anordnungen nur in 51 Fällen. Überwachungsanlässe können nur die Vorbereitung einer Straftat nach dem Kriegswaffenkontrollgesetz geben. Anordnungen bedürfen einer gerichtlichen Genehmigung. (§ 23b ZFdG)
Das Gremium nach § 23c Absatz 8 Zollfahndungsdienstgesetz übt die parlamentarische Kontrolle über die Überwachungsmaßnahmen nach dem ZFdG aus. Der einmalige Evaluationsbericht nach § 23c Abs. 8 Satz 2 ZFdG wurde 2008 veröffentlicht. In der Gesamtwürdigung hat das ZKA dem Bericht zufolge von seinen Befugnissen gemäß §§ 23a ff. ZFdG zurückhaltend Gebrauch gemacht. In einem Zeitraum von ca. drei Jahren wurden 10 Überwachungsmaßnahmen durchgeführt, von denen 45 natürliche und juristische Personen betroffen waren. Die aus Artikel 19 Abs. 4 GG resultierende Benachrichtigungspflicht bringt es mit sich, dass in den meisten Fällen von den Betroffenen nicht wahrgenommene Eingriffe in ihre Grundrechte für diese durch die Benachrichtigung sichtbar werden. Dies kann als eine Vertiefung des Grundrechtseingriffs verstanden und individuell als belastend empfunden werden.
Im Zeitraum von 2005 bis 2007 kamen die Straf- und Bußgeldvorschriften des ZFdG nicht zur Anwendung.
Das ZKA kann personenbezogene Daten auf Ersuchen der Empfangsbehörde oder aus eigener Initiative an die zur Verhütung oder Verfolgung von Straftaten zuständigen Behörden, an das Bundesamt für Wirtschaft und Ausfuhrkontrolle, an das Bundesministerium für Wirtschaft und Energie, die Nachrichtendienste des Bundes, die Verfassungsschutzbehörden der Länder und an ausländische öffentliche Stellen übermitteln. (§ 23d ZFdG) Zur Entgegennahme und Weiterverwendung der Daten benötigen die Empfangsbehörden eine eigene gesetzliche Ermächtigung.
Mitarbeiter privater Post- und Telekommunikationsunternehmen, die mit der Durchführung von TKÜ-Maßnahmen betraut sind, haben nach § 23e ZFdG Verschwiegenheit zu wahren. Zuwiderhandlungen sind gemäß § 45 ZFdG mit Freiheitsstrafe bis zu zwei Jahren bedroht.
Der aufgehobene § 23f ZFdG enthielt Entschädigungsvorschriften für die Durchführung von TKÜ-Überwachungen für private Anbieter. Diese finden sich heute in § 41a ZFdG.
§ 23e ZFdG regelt die Verkehrsdatenerhebung.